# Sky Arts
Sky Arts (dawniej znany jako Artsworld) – kanał telewizyjny pełniący w Wielkiej Brytanii, odpowiednika polskiej TVP Kultura.
Kanał rozpoczął nadawanie 1 stycznia 2000 roku.